# Ricardo Cinalli
Ricardo Cinalli (Santa Fe, 3 aprile 1948) è un pittore argentino.

## Biografia

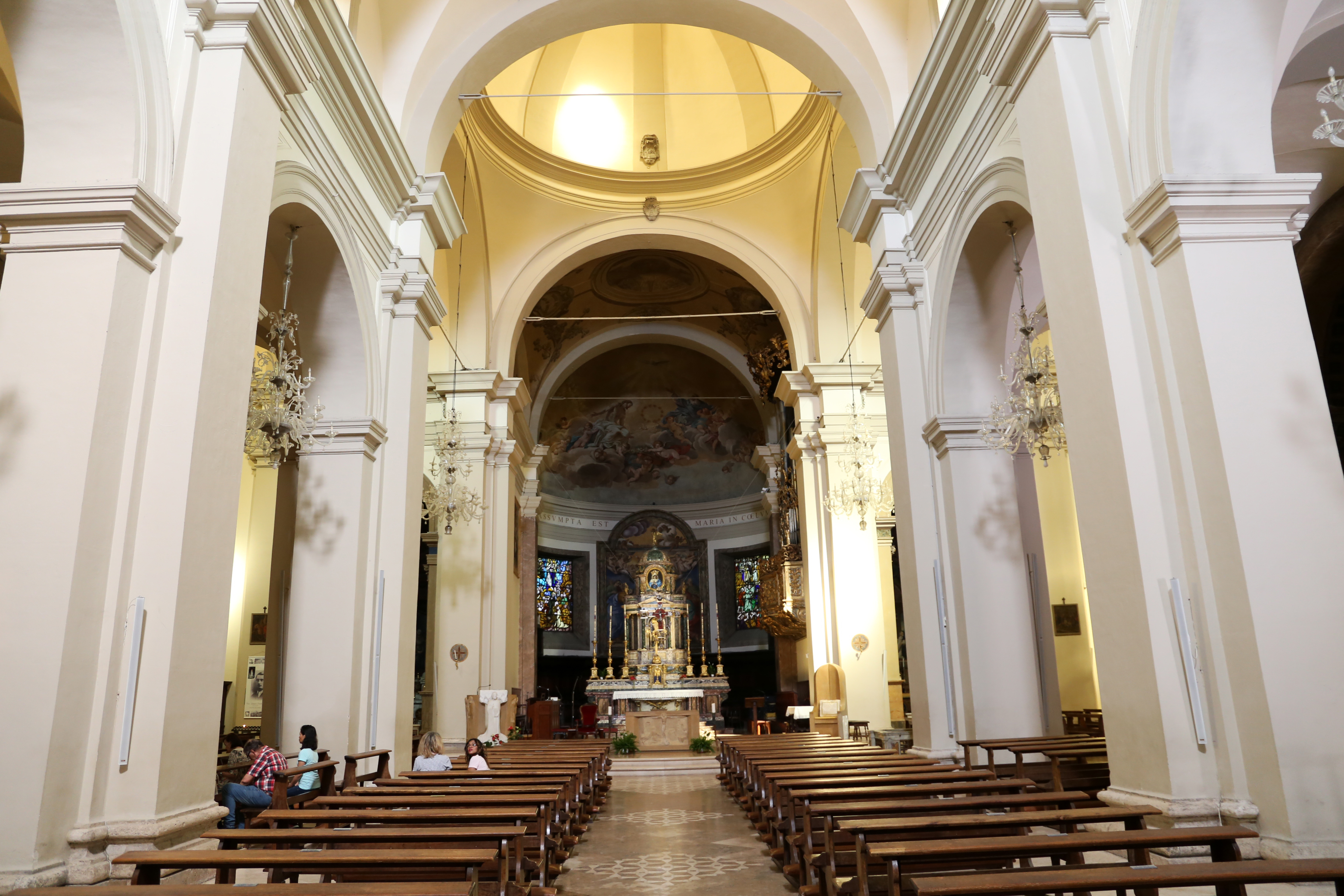
L'interno del duomo di Terni, in cui si trova la Risurrezione di Cinalli

Di origine italiana, è artista di tendenza postmoderna e monumentalista, con richiami neorinascimentali. Tra le sue opere: il ritratto di Anna Freud, figlia del celebre Sigmund, di Isabella d'Este, il murale all'Alexandra Palace di Londra e il grande affresco realizzato nel 2007, su commissione del vescovo Vincenzo Paglia, nella controfacciata del duomo di Terni, raffigurante la Risurrezione.
Fin da giovanissimo Ricardo aveva individuato il percorso artistico che desiderava intraprendere. Preferiva dipingere il viso e il corpo umano, ma in un'ottica di indagine psicologica al di là della presumibile apparenza. Si laurea in Psicologia all'Università di Rosario e studia la filosofia.
Nel 1973 si trasferisce a Londra e si integra nei movimenti intellettuali che soddisfano le sue esigenze. Perfeziona gli studi accademici alla Harrow School of Art e al Hornsey College of Art. Fonda il proprio percorso estetico principalmente su parametri di una visione dell'opera in senso monumentale, unita alla fruizione della prospettiva secondo modelli prettamente rinascimentali, soprattutto signorelliani e pierfrancescani.
Allestisce varie mostre tra cui La metafora del perturbante a Trieste, nel 2013, che lo fa conoscere al pubblico italiano. Dalla cappella di San Brizio nel duomo di Orvieto, dove Luca Signorelli affrescò il Giudizio universale, trasse molti suggerimenti per la sua Risurrezione di Terni.Questa raffigurazione di 154 metri quadrati, fortemente voluta dal vescovo di Terni, poi Gran Cancelliere del Pontificio Istituto Giovanni Paolo II, e dal parroco don Fabio Leonardis, è stata apprezzata dal critico d'arte inglese Brian Sewell. L'affresco rappresenta un'eccezione nella storia dell'arte sacra poiché posizionato nella controfacciata della chiesa, in genere destinata a dipinti raffiguranti il Giudizio finale. I buoni e i cattivi non appaiono separati ma uniti senza alcuna distinzione pregiudiziale, l'evidenza della carnalità plastica dei soggetti indica la potenza della Parola divina che, fatta carne, solleva e riscatta l'umanità dalle debolezze.
Lo scrittore britannico John Russell Taylor, autore di biografie critiche di artisti internazionali (Alfred Hitchcock, Orson Welles, Ingrid Bergman, Elizabeth Taylor, Claude Monet), nel 1992 ne ha dedicata una a Ricardo Cinalli.
Cinalli risiede e lavora soprattutto a Londra, soggiorna spesso a Buenos Aires.